# Tutanchamon
Nebcheperure Tutanchamon byl faraonem Horního a Dolního Egypta, 11. faraon 18. dynastie. Vládl jen 9 let, přibližně v letech 1333–1323 př. n. l. (uvádí se i jiná jen nevýrazně odlišná data). Jeho hrobka byla objevena až v roce 1922.

## Odkrytí hrobky

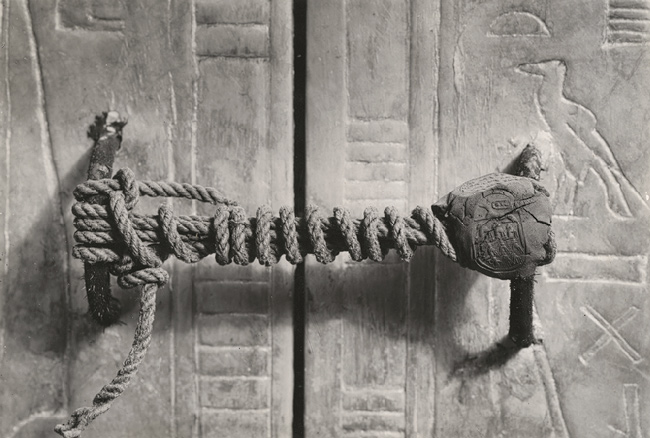
Pečetě strážců pohřebiště na vstupu do pohřební komory

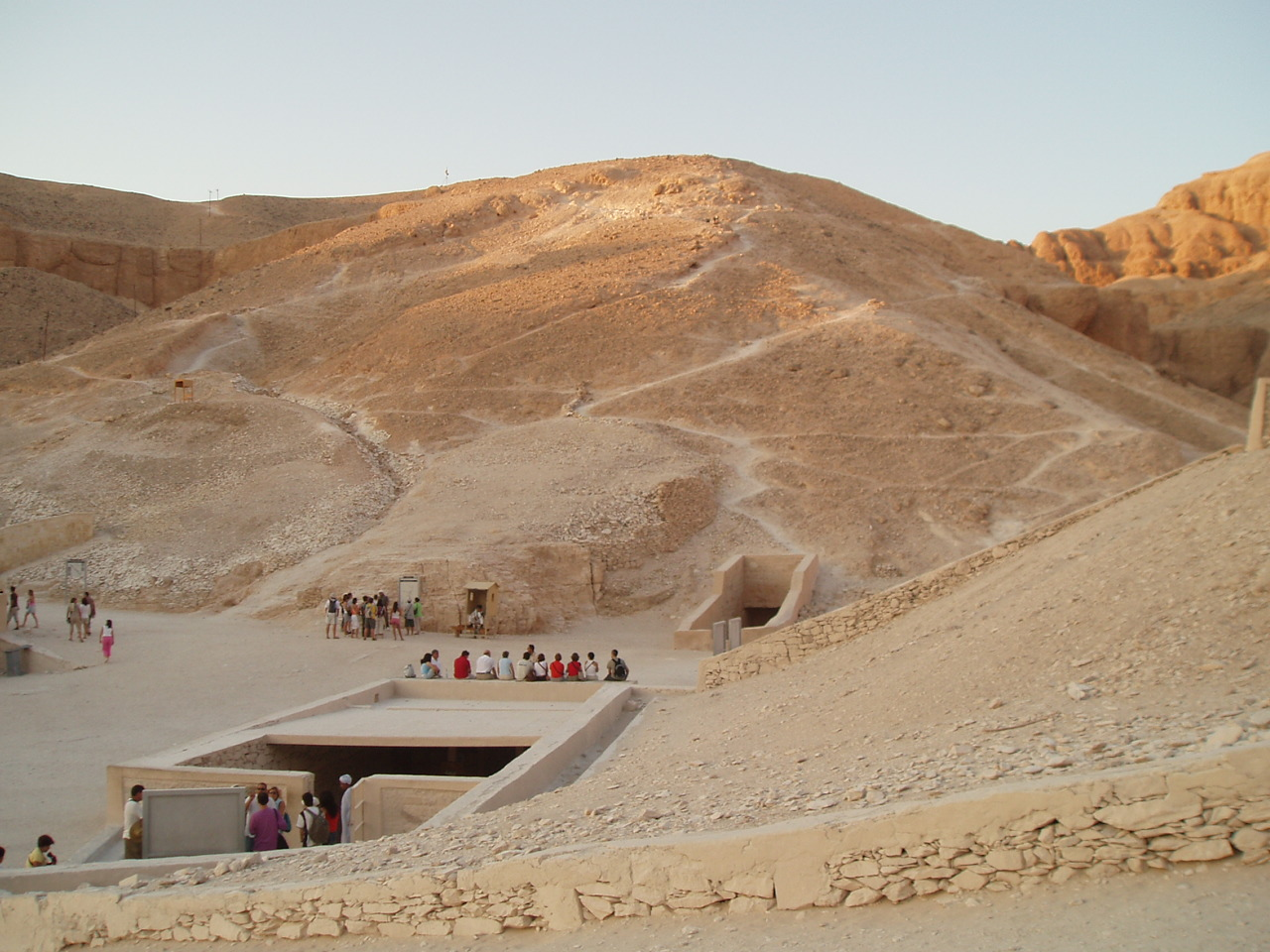
Hrobka KV62 v Údolí králů

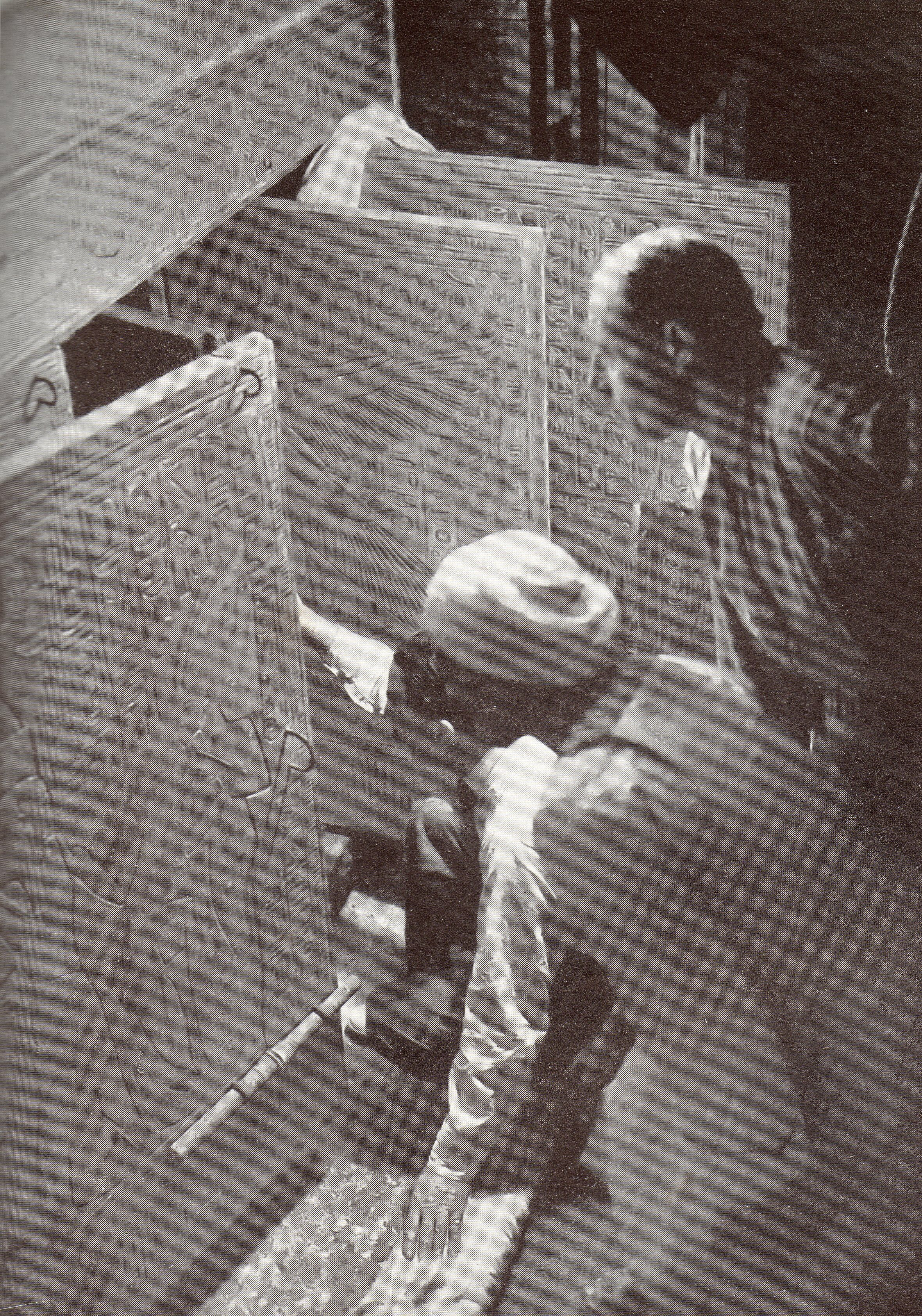
Otevření vstupu do zlatem pokryté skříně v pohřební komoře

Víra v existenci hrobky Tutanchamona v Údolí králů vyplývala z předchozích vykopávek Theodora M. Daviese v letech 1908–1909 kdy se našel úlomek fajánsové nádoby se jménem Tutanchamona v blízkosti pravděpodobně identifikované menší hrobky Aye, následníka Tutanchamona. Později byly v Metropolitním muzeu umění v New Yorku identifikovány další fragmenty pocházející z pohřebního ceremoniálu Tutanchamona. Hrobka byla Howardem Carterem objevena 4. 11. 1922 po delší době neúspěšných pátrání v zásypu po budování hrobky Ramesse VI. (budované zhruba v letech po 1145 př. n. l.) KV9 a pod vrstvou zbytků chýší dělníků. V kritický den byl odkryt první schod schodiště mířící do svahu. Po odkrytí vchodu do hrobky a vyklizení vstupní komory se objevila neporušená zeď s pečetěmi strážců údolí. Po Carterem pečlivě vedených pracích byl odkryt vstup do pohřební komory zaplněné pohřební výbavou a nepoškozenými sarkofágy Tutanchamona.

## Život
Tutanchamonovo původní osobní jméno znělo Tutanchaton, což v překladu přibližně znamená: „Žijící podoba Atona“, „Živoucí obraz Atonův“ či „Dokonalý je život Atonův“. Jméno mělo poddaným připomínat, že je přímým potomkem tehdejšího nového nejvyššího boha Atona. Teprve ve 2. roce své vlády se stal široké veřejnosti dobře známým Tutanchamonem, tj.: „Žijící podobou Amona“ atp. Někteří badatelé používají zkráceninu jeho jména a nazývají ho též „králem Tutem“, což je ale velmi neoficiální forma.
Při svém nástupu na trůn si faraon musel zvolit tzv. trůnní jméno, jež se pak vždy psalo před jeho původním osobním jménem. Pod trůnním jménem byl znám např. v cizině – objevovalo se v korespondenci atp. Od Střední říše bylo definitivně vžitou tradicí, že trůnní jméno obsahovalo nejvyššího boha egyptského pantheonu – boha slunce Rea (v období Nové říše známého pod jménem Amon-Re či Amenre). Svým jménem se faraoni hlásili k Reovi, za jehož syny se pokládali. Tutanchamon si zvolil za trůnní jméno Nebcheperure (či Nebcheprure), což lze přeložit jako: „Pán zjevení Rea“ či „Pán proměny je Re“. V korespondenci s cizinou (např. Chetity, Babylonií) bylo trůnní jméno zkomoleno na: „Nipchururia“ či „Nipchuriria“.
Jako princ Tutanchaton vyrůstal na královském dvoře svého otce v Achetatonu (dnešní Amarně) ve středním Egyptě. Jako faraon vládl v době velké 18. dynastie. Tato slavná a mocná dynastie, kterou egyptologové považují za jednu z nejvýznamnějších v dějinách, sjednotila v 16. století př. n. l. opětovně Egypt a stala se tak zakladatelkou Nové říše. Tutanchamon vládl královstvím Hornímu a Dolnímu Egyptu (a dalším zemím, podmaněným Egyptem). V jeho době však veleříše 18. dynastie byla již za svým zenitem a musela se smiřovat s četnými neúspěchy, územními ztrátami a ústupem z velmocenského postavení v přední Asii či v Núbii.
Tutanchamon se stal faraonem přibližně ve věku devíti let a vládl až do své smrti v 18 letech. Pro jeho nízký věk však nepanoval sám a po léta byl jeho poručníkem a skutečným vykonavatelem moci vezír a jeho příbuzný a nástupce Aye. Mladý panovník zemřel již po devíti až deseti letech vlády (čeští vědci udávají dobu pod 9 let), přibližně v osmnácti letech, pravděpodobně na malárii nebo spíše na gangrénu po zlomenině stehenní kosti, po pádu z vozu. Pohřben byl v Údolí králů u Luxoru, při severozápadním okraji staré říšské metropole Théby (staroeg. Vesetu) .
Světově proslulou hrobku předčasně zesnulého faraona objevil po téměř 3300 letech v roce 1922 britský archeolog Howard Carter. Jeho sarkofág se podařilo otevřít ale až roku 1925, a tím i potvrdit, že se jedná o místo skutečného hrobu. Díky nálezu se o tomto panovníkovi ví mnohem více než o ostatních faraonech z tohoto období.
Zásluhou téměř neporušené hrobky, která byla téměř kompletní i s pohřební výbavou, se Tutanchamon stal faraonem, o kterém se podařilo zjistit velké množství informací. Pro egyptology ovšem nadále zůstává jedním z nejméně probádaných a politicky významných panovníků v historii celých egyptských dějin. Stále mnohé se toho o jeho osobě, rodině a vládnutí neví. Je to zapříčiněno jeho poměrně krátkou vládou a vymazáním z dějin Egypta jeho pozdějším následníky, kterými byli: Aj II. a především Haremheb a proslulý Ramesse II. (ten již přináleží k 19. dynastii).

## Původ Tutanchamona

### Nejnovější poznatky
Teprve před několika lety se podařilo vědeckému týmu egyptologů prokazatelně stanovit původ Tutanchamona. Početný tým slavného egyptologa Dr. Zahi Hawasse nade vší pochybnost (za pomocí počítačového tomografu, srovnávání DNA ad. vědeckých a historických metod) potvrdil starší (nejvíce uváděnou) teorii, že mladík byl synem tzv. kacířského faraona Achnatona (tj. původního Amenhotepa IV.). Otcova mumie byla při tomto výzkumu také definitivně ztotožněna. Vedle těchto zjištění se pomocí výše uvedených vědeckých metod podařilo objevit Tutanchamonovu matku, kterou byla vlastní Achnatonova sestra a (nepochybně) zároveň i jeho vedlejší královská manželka (hlavní královskou ženou byla slavná Nefertiti). Matčino jméno není dosud prokázáno, ale snad jí mohla být Achnatonova vedlejší žena – královna Kija. Zjištěná Tutanchamonova matka byla, podobně jako Achnaton, dítětem faraona Amenhotepa III. a slavné královny Teje, jejíž dříve nalezenou mumii se též podařilo při průzkumech jednoznačně ztotožnit. Podle nedávných zjištění Hawassova týmu však byla Tutanchamonova matka brzy zřejmě zavražděna, a to úderem do hlavy. Incestní vztahy v egyptských dynastiích byly běžné a jeho rodiče tudíž nijak zvláště nevybočují z tehdejší praxe.
Egyptologové předpokládají, že Tutanchamon byl posledním právoplatným dědicem 18. dynastie. Jeho nástupci (Ayj a Haremheb) jsou do dynastie počítáni díky svému společensko-politickému sepětí a díky svému příbuzenskému spříznění s tímto rodem.

### Dřívější teorie o původu
Existovalo několik hlavních teorií, přičemž nejstarší (už od dob objevení hrobky a znovu potvrzená po roce 2000 zkoumáním pozůstatků koster počítačovým tomografem) pravila, že faraonovým otcem by měl být faraon Achnaton/Amenhotep IV. a matkou by snad mohla být Achnatonova vedlejší manželka Kija. Hlavní královská manželka Nefertiti Achnatonovi totiž porodila pouze šest známých dcer.
Další, méně přijímaná teorie pravila, že Tutanchamon by mohl být synem jednoho z předních dvořanů a šlechticů Achnatonova dvora. Pokud byl Achnaton bez mužského dědice (z písemných dokladů a vyobrazení je známo, že měl pouze šest dcer), pak se tato varianta jevila jako opodstatněná, a sňatek s Achnatonovou třetí dcerou – dědičnou princeznou Anchesenpaaton/Anchesenamon – pak mladíčkův nárok na trůn legitimizoval.
Méně přijímanou a opuštěnou teorií původu byla i ta, jež za jeho matku měla královnu Teji. V tomto případě by ale otcem jistě nebyl Amenhotep III. Uvažovalo se dokonce, že Teje mohla mít chlapce se svým vlastním synem Achnatonem.

## Osoba Tutanchamona a jeho dětství
Tutanchaton/Tutanchamon byl tedy prokazatelně Achnatonovým synem z jeho incestního spojení s vedlejší manželkou a zároveň vlastní sestrou. Snad i kvůli tomu byl mladík slabší fyzické konstituce (což prokázaly testy na jeho mumii). V dětství byl princ Tutanchaton snad nezávislý na otcově dvoru a ze začátku byl zřejmě vychováván svou matkou, Achnatonovou sestrou (předčasně zavražděnou), tak svojí babičkou – vlivnou velkou královnou Teje. Proto také neuctíval pouze boha svého otce Atona, jehož jméno nosil, ale i dříve zavedeného boha Atuma, který podle pověsti stvořil počátek světa. Princ se veřejného života nijak nezúčastňoval (není známo jeho vyobrazení z této doby) a žil spíše v ústraní.

## Tutanchamon a Anchesenamon

### Sňatek
Teprve po smrti otce Achnatona a jeho spoluvládce Smenchkareho, jenž samostatně vládl snad jen několik měsíců či maximálně tři léta, (buď šlo o jeho strýce, mladšího bratra Achnatona, což se jeví datově pravděpodobnějším, či šlo o jeho staršího bratra, není ovšem zřejmé, zda mohlo jít o vlastního sourozence) se stal jeho a otcovým nástupcem. (Oba zemřeli v týž samý čas, krátce po sobě. Usuzuje se dokonce, že mohli být zavražděni, což je ale doposud jen nepotvrzená teorie.)
Aby nový faraon Tutanchamon potvrdil a legitimoval svou pozici, oženil se (v rámci tradic) s Achnatonovou třetí dcerou a zároveň nevlastní sestrou, dědičnou princeznou Anchesenpaaton, přejmenovanou posléze na Anchesenamon. (Její původní jméno se dá přeložit jako: „Žijící Atonem“ či „Ta, která žije pro Atona“). Princezna Anchesenpaaton byla dcerou hlavní královské manželky – královny Nefertiti a Tutanchamonova otce Achnatona – a je velmi pravděpodobné, že již dříve se s ní oženil její vlastní otec.
Při svém sňatku byl Tutanchaton ještě dítětem (zhruba devítiletým) a princezna Anchesenpaaton byla zhruba třináctiletá mladá dívka (byla asi o tři/čtyři roky starší, narodila se ve 4. roce vlády svého otce).

### Rádci
Tutanchatonovým rádcem (preceptorem), vychovatelem a zřejmě i prastrýcem (bratrem babičky královny Teje) byl vysoký hodnostář, pozdější král Aj II. Aye byl hlavní postavou vlády (především v jeho prvních letech) mladičkého panovníka a měl tehdy tituly: „Božský otec a vrchní velitel jednotek bojových vozů“ (tj. velel části egyptského vojska). Předpokládá se též, že byl zároveň dědem královny Anchesenpaaton/Anchesenamon.
Další vlivný muž dvora dětského faraona byl generál, písař, právník a druhý nejvlivnější dvořan – pozdější faraon Haremheb. Ten patřil k nanejvýš mocným lidem, ale prozatím se držel v ústraní či pobýval u armády, neboť hlavní úlohu na dvoře získal Aj.

### Návrat k Amonovu kultu, nová jména a vláda
Korunovace nového krále se konala v Thébách (tradičním říšském hlavním městě 18. dynastie a zároveň centru Amonova kultu).
Tutanchaton po převzetí vlády postupně opouštěl Atonovo učení, které začal opomínat již jeho předchůdce Smenchkare, jenž uctíval současně s Atonem i Amonův kult v Thébách. Atonovo jméno bylo za dětského faraona příliš spojené s neblahými reformami jeho otce Achnatona, které zemi očividně společensky, hospodářsky a nábožensky devastovaly a výrazně mocensky oslabovaly. Mladíček se proto – za pomocí regenta Aye a dvořanů – ve 2. roce své vlády vrátil se k tradičním egyptským božstvům, zřekl se Atonova učení a zahájil postupnou obnovu země, v níž opět kvetla náboženská svoboda.
Výrazem nastupujících změn bylo demonstrativní přijetí nového jména. Se svou manželkou (dosavadní) Anchesenpaaton tak ve 2. roce své vlády (snad již v novém sídelní městě Memfidě) přijal nové jméno. Faraon Tutanchaton, což lze přeložit (jak již bylo na začátku řečeno) jako: „Žijící podoba Atona“, se stal Tutanchamonem, tj.: „Žijící podobou Amona“. Královna Anchesenpaaton, jejíž jméno se překládá jako: „Žijící Atonem“, se současně přejmenovala na Anchesenpaamon neboli Anchesenamon, což lze přeložit jako: „Žijící Amonem“. Obě přijatá jména, jak vidíme, jsou velmi podobná původním, jen se vyměnili ve jménu obsažení (tehdejší hlavní egyptští, proti sobě stojící) bohové. Tutanchamonovým otcem Achnatonem zavržený a nakonec zakázaný bůh Amon se tímto krokem opět dostal do popředí, jako tomu bylo do konce vlády Tutanchamonova děda Amenhotepa III. a ještě v počátcích vlády jeho otce Amenhotepa IV./Achnatona. Opuštění Atonova učení však neproběhlo okamžitě a jeho kult zanikal postupně, přežil vládu Tutanchamona a zřejmě zanikl až v období Tutanchamonova nástupce Aye II.
Dalším dokladem velkých změn bylo v prvních letech vlády symbolické přesídlení nedospělého panovníka a jeho dvora z Achetatonu, za čímž samozřejmě stál dvůr v čele s Ajem a Haremhebem. Achetaton, teprve nedávno dostavěná metropole, byla v důsledku opuštění dvorem velmi rychle ponechána osudu též dalšími obyvateli a po krátkém čase (ještě za 18. dynastie) zcela zanikla. Její stavby byly rozebírány a zbytky pohřbil písek. K zániku města přispěla i rostoucí nenávist kněží, obyvatel, dvora a Tutanchamonových nástupců k faraonovi Achnatonovi a jeho bohu Atonovi, jehož kult sídlil právě v Achetatonu.
Panovník tedy odešel do Memfidy (Memfis, staroeg. Mennefer), což bylo někdejší hlavní město Egypta a zároveň metropole Dolního Egypta, nacházející se dnes 30 km jihozápadně od Káhiry. Rozlehlé a zelené město (poblíž delty Nilu) bylo do jisté míry opakem spíše pouštního Achetatonu, jehož sídelní funkci za Tutanchamona nahradilo. Vedle Memfidy byl Tutanchamon často přítomen i v Thébách, které po mnoho staletí fungovaly jako oficiální hlavní město starověkého Egypta a zároveň jako hlavní náboženské centrum země (a hlavního boha Amona). (Na okraji této megapole, ve známé nekropoli zvané Údolí králů, následně našel i své poslední místo odpočinku.)
Nový král Tutanchamon dal opravovat všechny chátrající chrámy a ostatní památky starých bohů v čele s Amonem. Amonovým kněžím a kněžstvu dalších božstev vracel majetek, který předtím z velké části připadl právě kněžím Atonova kultu. Tímto krokem se měla do země navrátit přízeň božstev a zároveň hospodářská prosperita, neboť chrámy byly centry hospodářského i kulturního života (byly v nich knihovny, archivy, školy). Hlavnímu staronovému bohu Amonovi, ke kterému choval úctu zřejmě již před nástupem na trůn, dal vystavět nepřeberné množství nových soch, které se nacházejí především v Thébách. Vedle toho začal mladý faraon realizovat mnoho stavebních podniků, ale řada byla dokončena až za faraona Haremheba, jenž si je také přisvojil (odtesával kartuše s Tutanchamonovým jménem atp.).
V šestém roce vlády faraon Tutanchamon dosáhl věku patnácti let a začal se podrobně seznamovat s povinnostmi krále a učit se vedení státu. Aje a Haremheb byli schopnými rádci a jejich výchova a učení Tutanchamona znamenala mnohé pro jejich pozdější mocenský růst (až k trůnu).
Tutanchamon se nechával zpodobňovat klasicky jako faraon, který poráží své nepřátele. Skutečnost byla ale jiná. Tutanchamon se pravděpodobně (podobně jako otec) žádného vojenského tažení nezúčastnil. Za jeho vlády se mezinárodní situace příliš neměnila. Jeho zástupce generál Haremheb měl od samotného Tutanchamona plnou moc s titulem „Zástupce krále“ a díky tomu mařil všechny nájezdy nepřátel ještě na hranicích stále rozlehlé říše.

### Předčasná smrt
Osud je nevyzpytatelný a Tutanchamon zřejmě v devatenácti letech bez dědiců nečekaně zemřel. (Jedna jeho dcerka se narodila nedonošená a mrtvá, druhá zemřela hned po porodu.) Po skonu mu byla postoupena malá nedokončená hrobka v Údolí králů (na západním břehu Théb), kterou doposud držel jeho nástupce Aje II. Tato hrobka se nachází v sousedství Tutanchamonem určené malé hrobky otce Achnatona a babičky – královny Teje. Dělníci měli tehdy sedmdesát dní na to, aby hrobku připravili. Proto pohřeb faraona Tutanchamona a obřad otvírání úst královské mumie řídil právě Aje II., který se na obřad mohl dokonale připravit.
Sám Aye II. si přivlastnil původní Tutanchamonovu nedokončenou hrobku v západním Údolí opic, vedle hrobky králova děda Amenhotepa III.

## Dopis pro chetitského krále
Po náhlé smrti faraona Tutanchamona se začaly dít zvláštní věci. Královská vdova Anchesenamon napsala dopisy znepřátelenému chetitskému králi Šuppiluliumaši I., ve kterých mu oznámila smrt svého manžela a krále. (Ještě dnes ovšem někteří badatelé soudí, že dopisy mohla napsat spíše její matka Nefertiti. Tato verze je ale podstatně méně přijímána.) Královna žádala o jednoho z Šuppiluliumašových synů, kterého by si vzala za manžela a tím by se princ stal novým králem. Tím chtěla zřejmě říše spojit, zajistit si moc a zároveň zabránit dalším výpadům ze severu. Klínopisná verze dopisu se dochovala v tomto znění:
„Můj manžel (Tutanchamon) zemřel. Ty máš dospělé syny. Pošli mi jednoho z nich. Provdám se za něho a udělám z něj krále.“
Diplomatické sňatky byly zcela běžnou záležitostí, ale dosadit na trůn chetitského prince byl neskutečný plán. Egypt by ho na trůně nikdy nepřijal. Chetitský král Šuppiluliumaš na královninu žádost odpověděl otázkami:
„Kde je syn krále? Zemřel snad?“
Po prozkoumání celé věci chetitský král Šuppiluliumaš I. skutečně svého syna Zannanzu poslal, ten ale do Egypta nikdy nedorazil. Na cestě (v Sýrii) byla výprava přepadena a princ zavražděn, což znamenalo vyhlášení války Chetitskou říší. Za jeho vraždou mohli stát právě nástupci na trůn Aye II. s generálem Haremhebem, kteří zřejmě úmysl královny pojali jako velezradu. Navíc v tehdejších podmínkách bylo nemyslitelné, aby na trůn usedl Neegypťan.

### Tutanchamonovi bezprostřední nástupci a zamlčení mrtvého faraona
V důsledku nastíněných událostí po smrti faraona Tutanchamona vzrostlo válečné napětí s Chetitskou říší a Egypt potřeboval urychleně nového krále. Anchesenamon se proto pravděpodobně musela formálně provdat za Ayeho II. (zřejmě vlastního děda /poslední teorie, že byl otcem Nefertiti/, jakožto bratrem její babičky královny Teje), který se ihned ujal vlády a zabránil vpádu Chettitů do země. Jedině Anchesenamon totiž měla dle egyptské tradice dědické právo na trůn, neboť Tutanchamon zemřel bez potomka, který by zdědil korunu a zřejmě už z dynastie nežil nikdo, kdo by přicházel v úvahu.
Aye II. se tedy stal Tutanchamonovým nástupcem a vládl přibližně 4 roky. Při nástupu k moci vyhlásil, že je přímým duchovním nástupcem Tutanchamonova děda Amenhotepa III. Amenhotepovy tři nástupce, včetně Tutanchamona (jenž byl s Achnatonem příliš spojen) tímto krokem vyškrtnul z oficiálního seznamu egyptských králů. Stejně se zachoval i Ajeho nástupce král Haremheb a později Ramesse II. Těmito kroky se oba Tutanchamonovi nástupci chtěli distancovat od Achnatona a jeho kultu. Památky na něj, na kult a poslední členy dynastie tak byly ničeny. Díky tomu se Tutanchamonovo jméno jen zřídka vyskytuje v některých textech, zatímco na stélách, stavbách či v hrobkách nefiguruje vůbec (bylo odtesáno, vyškrábáno atp.).
Spoluvládcem starého Aye II. se stal generál Haremheb, který na hranicích (v Sýrii) zatlačil Chettity zpět a odvrátil hrozbu vpádu do země. Haremheb byl velmi pravděpodobně manželem mladší sestry královny Nefertiti – Mutnedžemet, jež byla zřejmě dcerou Ayjeho II. Po smrti Ayeho II. se pak Haremheb sám ujat trůnu a stal se posledním faraonem 18. dynastie.

### Období Nové říše – přehled panovníků cca 1539–1075 př. n. l., podle českých egyptologů 1543–1080 př. n. l.
18. dynastie – Ahmose I., AmenhotepI., ThutmoseI., ThutmoseII., Hatšepsut (královna a spoluvládkyně Thutmose III.), Thutmose III., Amenhotep II., Thutmose IV., Amenhotep III., Amenhotep IV. (Achnaton), Smenchkare, Tutanchamon, Aj II., Haremheb
19. dynastie – Ramesse I., Sethi I., Ramesse II., Merenptah, Sethi II./Amenmesse, Siptah, Tausret (královna)
20.dynastie – Sethnacht, Ramesse III., Ramess IV., Ramesse V., Ramesse VI., Ramesse VII., Ramesse VIII., Ramesse IX., Ramesse X., Ramesse XI.

### Bohatství nalezené v hrobce

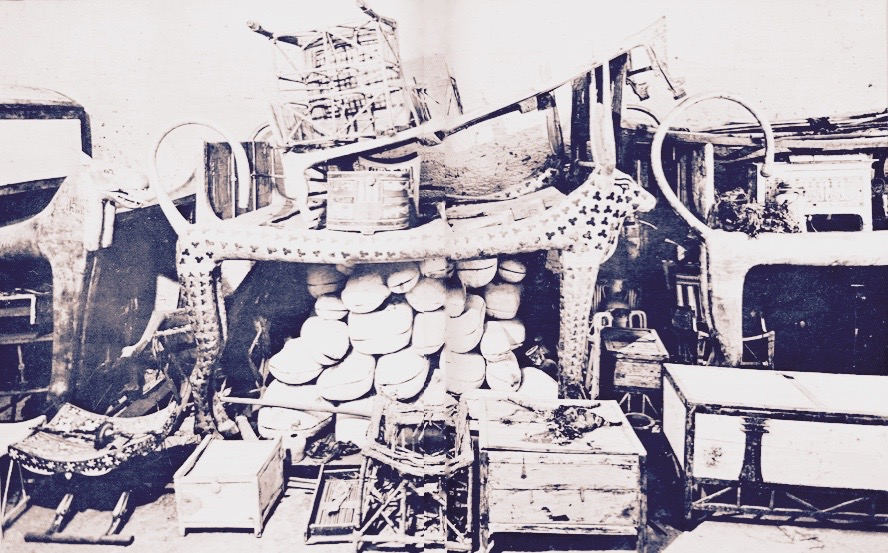
Vnitřní výbava hrobky

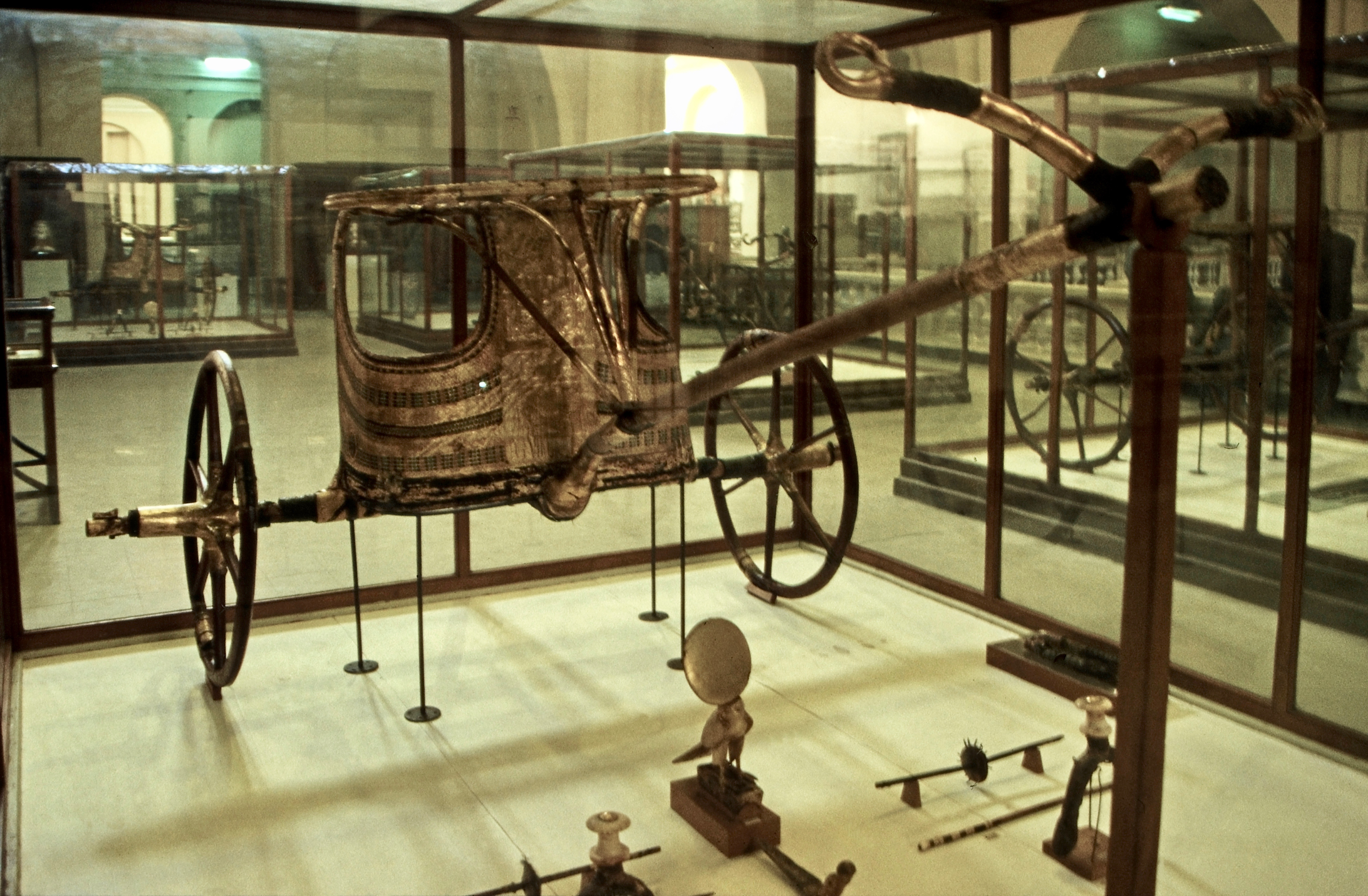
Vozík Tutanchamona, Egyptské muzeum, stav po restauraci

Hrobka Tutanchamona obsahovala kompletní pohřební výbavu, která se skládala z různých věcí pro faraonovu posmrtnou potřebu. Například to byly nádoby s oleji, vodou i vínem, byly tam potraviny, oděvy, které faraon používal za svého života. Byly tam předměty vyrobené pro den smrti, kdy byla pohřební výbava vnesena do pohřební komory, jako byly například sošky, lůžka, rozložené vozy, luky, šípy, truhlice naplněné šperky, truhlice s oděvy nebo s plátnem. V hrobce byla pohřební komora se sarkofágem a zde v několika rakvích spočívalo tělo krále. Hrob byl menší, ale předměty v něm nalezené se počítaly na tisíce.

Mezi nalezenými předměty se nacházelo také několik rozložených dvoukolových antických válečných vozíků, které se staly předmětem intenzívního výzkumu jejich konstrukce, schopnosti pohybu a dynamice v nerovném terénu, možnosti řízení směru jízdy, technologie jejich výroby a v neposlední řadě i materiálů, které byly v době 18. dynastie k dispozici. Z četnosti nálezů v hrobce se vyvozuje, že to nebyly dobové unikáty, ale v širším měřítku vyráběné vozíky ať pro potřeby lovu, nebo také ve válečných výpravách Tutanchamonových předchůdců, jako byli například Thutmose IV., či následníků – generála-faraona Haremheba. Zmíněné výzkumy ukázaly na sofistikované prvky konstrukce, optimální dynamickou vyváženost pro pohyb v nerovném terénu, ale zejména technologie výroby a v historické době použité, převážně dřevěné konstrukční prvky. Ujal se termín jejich označení jako Tutanchamonova třída vozíků (chariot). V hrobce byla také nalezena dýka z meteorického železa, která patrně pochází z království Mitanni.

### Kletba faraónů
Objevením Tutanchamonovy hrobky se začaly šířit spekulace o kletbě faraónů. V žádné z hrobek nebyl nikdy nalezen nápis, který by kletbu nebo jakékoliv potrestání toho, kdo naruší klid zemřelého, obsahoval. V hrobkách se objevovaly texty, které chrání zemřelého a jeho duši před zničením, a formulky, které měly zahnat zlé duchy. Tzv. kletba faraónů není vědecky ani historicky podložená, je to spekulace určité skupiny lidí.

### Zpracování nálezů z hrobky

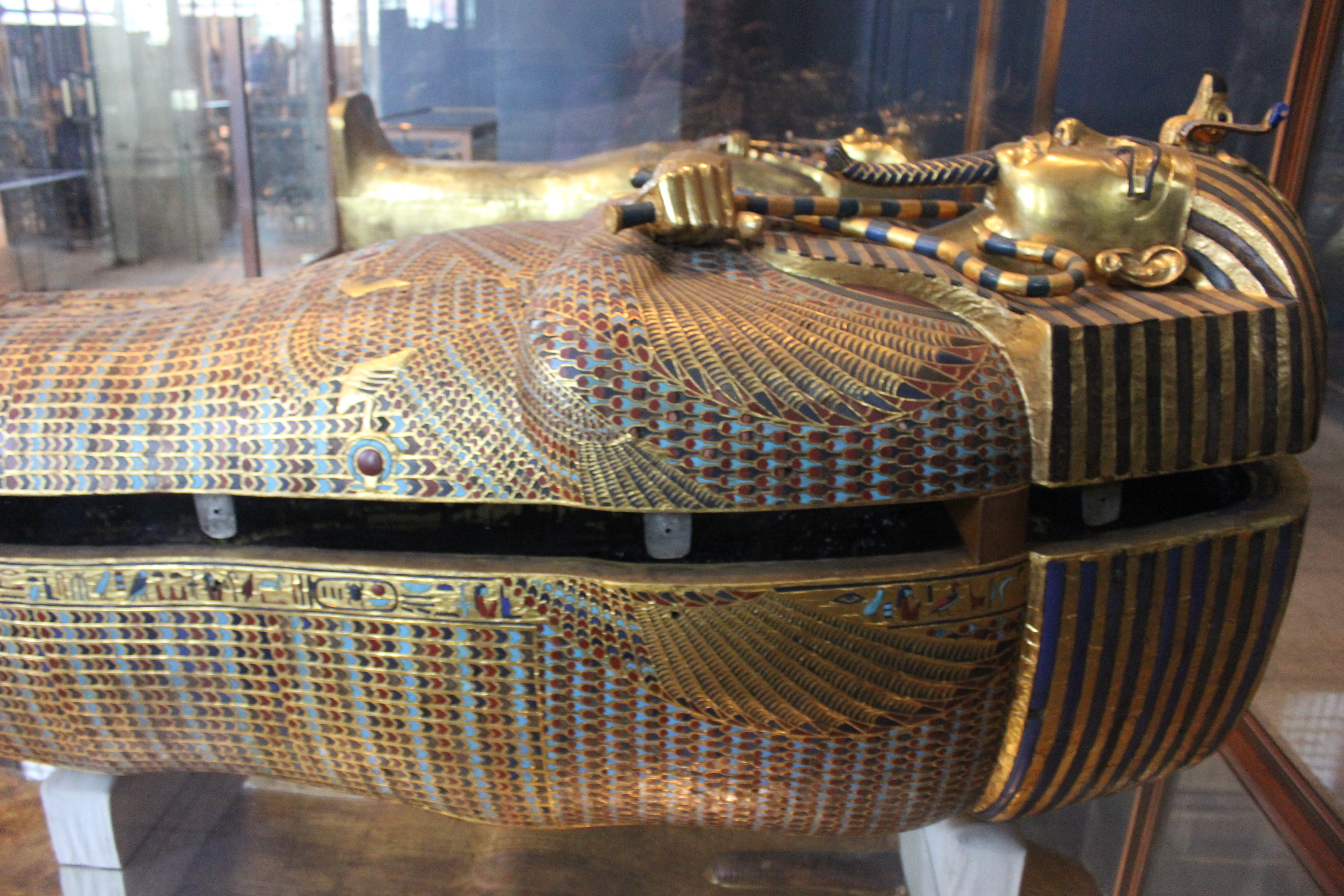
Zlaté sarkofágy v Egyptském muzeu, Káhira

Tutanchamon vládl jen krátkou dobu a zemřel náhle. Patřil tak k těm méně významným panovníkům Nové říše. Bohatství nalezené v hrobce mu vyneslo slávu a jeho jméno je známé nejen mezi egyptology, ale i mezi veřejností. Bohatství nalezené v hrobce je vystavováno v káhirském muzeu. Howard Carter provedl zdokumentování předmětů vynesených z hrobky a pečlivě předměty popsal a opatřil akvarelovými kresbami. Ve třech svazcích vydal záznamy doplněné kresbami a chtěl vydat detailní a precizní publikaci, ale v roce 1939 zemřel a publikaci nestihl dokončit. Obsah hrobky je vystaven v souhrnné kolekci v několika sálech v Egyptském muzeu v Káhiře. Křemencový sarkofág a vnější rakev jsou vystaveny v původní hrobce KV62 v Údolí králů.

## Paleogenetika

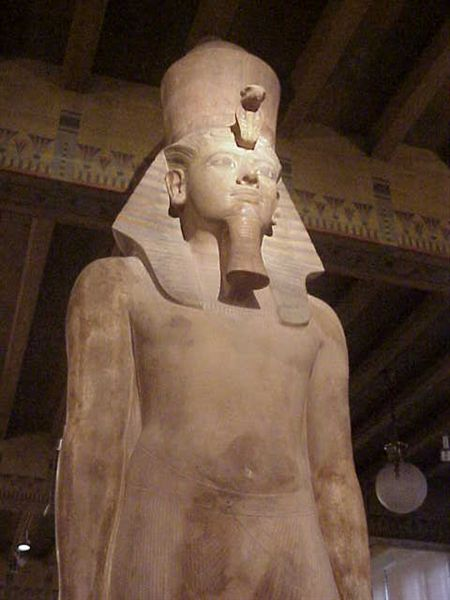
Socha Tutanchamona v Orientálním institutu, Chicago

Testy DNA z roku 2010 vyvrátily teorii o skonu panovníka cizím přičiněním a potvrdily, že faraon zemřel v devatenácti letech na gangrénu po úrazu nohy nebo na malárii. Testy rovněž potvrdily, že jeho rodiči byli sourozenci, a to král Achnaton a jeho vlastní sestra. Měl malý rozštěp horního patra, stejně jako jeho otec. Levou nohu měl kratší než pravou, a proto při chůzi musel používat dřevěné hůlky. Byla prokázána vada kostí s diagnózou Köhlerova syndromu. Bezprostřední příčinou úmrtí byla synergie geneticky zděděných vývojových defektů, zmíněný Köhlerův kostní syndrom, snížená imunita s prokázanou infekcí malárie.

## Rodina – shrnutí
- Otec: Achnaton (Amenhotep IV.). Jeho otcem je určitě zesnulý z hrobky KV55, který je podle testů DNA Tutanchamonovým otcem z 90 % nebo jeho bratrem z 10 %. Z logiky věci je tedy jeho otcem, což naznačily a potvrdily i jiné testy.
- Matka: královská princezna a vedlejší královská manželka Achnatona (zároveň jeho vlastní sestra, pravděpodobně Kija). Potvrzeno testy DNA.
- Sourozenci: 7 (jinde se píše jen o 6) částečně vlastních (po otci) sester a snad (úplný či poloviční) bratr, faraon Smenchkare? (Zatím se nepotvrdilo.)
- Manželka: poloviční (nevlastní) sestra Anchesenamon (původně Anchesenpaaton), třetí dcera Achnatona a jeho hlavní královské manželky Nefertiti.
- Děti: jedna nenarozená dcera a druhá dcerka, která zemřela hned po porodu.